# Calcatodrillia hololeukos
Calcatodrillia hololeukos é uma espécie de gastrópode do gênero Calcatodrillia, pertencente a família Pseudomelatomidae.